# Bester Quartet
Das Bester Quartet ist eine polnische Klezmer-Band, die 1997 unter dem Namen Cracow Klezmer Band in Krakau von jungen Musikern um den Komponisten und Akkordeonspieler Jarosław Bester gegründet wurde. Ihr Stil ist geprägt durch Einflüsse des Jazz, der Klassik sowie experimenteller Avantgarde-Musik.

## Geschichte
Die Band wurde 1997 in Krakau als The Cracow Klezmer Band von jungen Musikern gegründet und konzertiert seitdem in den wichtigsten Konzertsälen und Clubs der Welt (Europa, USA, Kanada, Taiwan). Im Laufe der Jahre entstanden zahlreiche Radio- und Fernsehaufnahmen und die Gruppe arbeitete mit Musikgrößen wie Tomasz Stańko oder John Zorn zusammen. Mit dem New Yorker Plattenlabel Tzadik verbindet die Musiker eine Zusammenarbeit, die in bisher sieben CD-Aufnahmen ihren Niederschlag nahm.
Seit dem 1. Januar 2007 tritt die Band unter dem Namen Bester Quartet auf. Der Grund für die Änderung des Namens war laut der Band selbst der Wunsch, weniger stark mit traditioneller Klezmer-Musik assoziiert zu werden:

„The daring decision to change the band’s name into Bester Quartet was taken to avoid explaining that what they do is combine Jewish traditions with classical music, jazz and avant-garde, and that improvisation serves as a foundation on which to build complex, sometimes extremely intricate, musical forms.“

## Diskografie

### Cracow Klezmer Band
- 2000: De Profundis (Tzadik)
- 2001: The Warriors (Tzadik)
- 2003: Bereshit (Tzadik, mit Grażyna Auguścik (Gesang))
- 2005: Sanatorium under the Sign of the Hourglass (Tzadik, mit Grażyna Auguścik (Gesang))
- 2006: Balan: Book of Angels Vol. 5 (Tzadik, mit Jorgos Skolias (Gesang), Ireneusz Socha (Elektronik) und dem DAFO String Quartet)
- 2007: Remembrance (Tzadik)

### Bester Quartet
- 2012: Metamorphoses (Tzadik)
- 2013: Krakoff (For Tune, Live-Album)
- 2013: The Golden Land (Tzadik)
- 2013: Krakoff (For Tune, DVD)
- 2020: Bajgelman. Get to Tango (Anaklasis)
- 2021: Piazzolla Angels (For Tune)
- 2022: Hustle and Bustle (For Tune)